# Exocentrus erinaceus
Exocentrus erinaceus là một loài bọ cánh cứng trong họ Cerambycidae.